# James O'Grady
James O'Grady (Bristol, 6 de mayo de 1866–Londres, 10 de diciembre de 1934) fue un político, sindicalista y administrador colonial británico, miembro del Partido Laborista.

## Biografía

### Primeros años
Nació en Bristol, hijo de irlandeses. Su padre era obrero, y después de salir de la escuela a los diez años, O'Grady hizo varios trabajos humildes, antes de entrenarse como ebanista. Más tarde se convirtió en miembro activo de la Unión de Ebanistas.

### Carrera política
Miembro del Partido Laborista Independiente y apoyado por el Comité de Representación Laboral, fue elegido en las elecciones generales de 1906 como miembro del Parlamento por Leeds East. Se había beneficiado de un pacto electoral negociado entre Herbert Gladstone y Ramsay MacDonald, y se enfrentó solo a un oponente sindicalista, al que derrotó por un amplio margen.
Fue reelegido en las elecciones en enero de 1910 y las elecciones de diciembre de 1910, y cuando el distrito electoral de Leeds East fue abolido para las elecciones generales de 1918, conservó su cargo para la nueva circunscripción de Leeds South East. Dejó el parlamento tras las elecciones generales de 1924.
En la Cámara de los Comunes, participó frecuentemente en asuntos exteriores, y fue señalado como un fuerte partidario de la Primera Guerra Mundial, pidiendo por reclutamientos. También fue el único parlamentario católico del Partido Laborista.
Como miembro de la Unión de Ebanistas llegó a ser Presidente del Congreso de Sindicatos en 1898, y continuó con sus actividades sindicales mientras era parlamentario. Se convirtió en secretario general de la Federación Nacional de Trabajadores Generales en 1918.
En 1910, O'Grady y otros tres parlamentarios, junto con el profesor Stanley Poole, formalmente nominados para el Premio Nobel de la Paz, junto al médico polaco L. L. Zamenhof, creador del esperanto.

### Administrador colonial
En 1924, el primer gobierno laborista de Ramsay MacDonald ofreció a O'Grady el cargo de embajador británico en la Unión Soviética, siendo aceptado. Fue una elección lógica porque había negociado con éxito un intercambio de prisioneros en 1919 y había estado involucrado en esfuerzos dirigidos por sindicalistas internacionales para aliviar la hambruna rusa de 1921, pero O'Grady finalmente no consiguió el cargo porque su gobierno aplazó el intercambio de embajadores.
Se convirtió en gobernador de Tasmania, en Australia, de 1924 a 1930, siendo el primer político laborista que fue nombrado gobernador de una colonia por un gobierno laborista. Su nombramiento fue resistido por el Partido Laborista Australiano, que quería que en el cargo un australiano.
Fue nombrado caballero comendador de la Orden de San Miguel y San Jorge y se trasladó a Tasmania, asumiendo el cargo el 23 de diciembre. Su gobernación estuvo marcada por conflictos con el Consejo Legislativo, que instó a hacer más para promover el desarrollo económico.
Su siguiente nombramiento fue en 1931, como gobernador colonial de las Islas Malvinas, en litigio con Argentina, pero se retiró en 1934 debido a su mal estado de salud. Murió más tarde ese mismo año a la edad de 68 años.